# Jean Carioca
Jean Agostinho da Silva (Rio de Janeiro, 1º giugno 1988) è un ex calciatore brasiliano, di ruolo centrocampista.

## Carriera
Il 1º luglio 2015 viene acquistato dal Kukësi.

## Statistiche

### Presenze e reti nei club
Statistiche aggiornate al 7 luglio 2016.
| Stagione        | Squadra         | Campionato      | Campionato | Campionato | Coppe nazionali | Coppe nazionali | Coppe nazionali | Coppe continentali | Coppe continentali | Coppe continentali | Altre coppe | Altre coppe | Altre coppe | Totale | Totale |
| Stagione        | Squadra         | Comp            | Pres       | Reti       | Comp            | Pres            | Reti            | Comp               | Pres               | Reti               | Comp        | Pres        | Reti        | Pres   | Reti   |
| --------------- | --------------- | --------------- | ---------- | ---------- | --------------- | --------------- | --------------- | ------------------ | ------------------ | ------------------ | ----------- | ----------- | ----------- | ------ | ------ |
| 2015-2016       | Kukësi          | KS              | 34         | 3          | CA              | 8               | 1               | UEL                | 6                  | 1                  | -           | -           | -           | 48     | 5      |
| 2016-2017       | Kukësi          | KS              | 0          | 0          | CA              | 0               | 0               | UEL                | 2                  | 0                  | SA          | 0           | 0           | 2      | 0      |
| Totale carriera | Totale carriera | Totale carriera | 34         | 3          |                 | 8               | 1               |                    | 8                  | 1                  |             | 0           | 0           | 50     | 5      |

## Palmarès

### Club

#### Competizioni nazionali
- Coppa d'Albania: 1

Kukësi: 2015-2016
- Campionato kosovaro: 1

Feronikeli: 2018-2019
- Coppa del Kosovo: 1

Feronikeli: 2018-2019